# Гусаков, Андрей Георгиевич
Андре́й Гео́ргиевич Гусако́в (1857—1928) — русский правовед, специалист по торговому праву, профессор.

## Биография
Родился в 1857 году в семье псаломщика.
В 1879 году поступил на юридический факультет Новороссийского университета. Был уличен в хранении запрещенной литературы и сочувствии социалистическим взглядам, подвергался обыскам и арестам. В 1880 году был помещен под гласный надзор полиции. В мае 1882 года был отчислен из университета за подписание коллективного письма по поводу отставки И. И. Мечникова и В. В. Преображенского. В дальнейшем Гусаков был помещен под негласный надзор полиции, а также привлечен к дознанию по делу В. Н. Фигнер; его дело было прекращено лишь в 1884 году.
После окончания в 1883 году курса Новороссийского университета Гусаков был оставлен при университете для приготовления к профессорскому званию по кафедре гражданского права. Слушал лекции немецких ученых в Лейпциге и Берлине. 
В 1889 году выдержал в Московском университете экзамен на степень магистра и занял должность приват-доцента Московского университета. В 1896 году защитил в Санкт-Петербургском университете диссертацию на тему «Деликты и договоры как источники обязательств в системе цивильного права Древнего Рима» на соискание степени магистра гражданского права (официальными оппонентами на защите были В. В. Ефимов и Д. Д. Гримм).
В 1897—1902 годах — профессор кафедры гражданского права Варшавского университета.
В 1902—1917 годах — профессор кафедры торгового права и декан экономического отделения Санкт-Петербургского политехнического института. Научный руководитель А. В. Венедиктова.
Один из учредителей либеральной Партии демократических реформ, редактор газеты «Страна».
В 1920-х годах продолжал работать в Политехническом институте, опубликовал ряд работ по транспортному праву. Скончался в 1928 году.

## Избранные публикации
- Железнодорожное право по законодательству СССР. — М., 1929.
- Законы царя Хаммураби. — СПб., 1904.
- Конспект к лекциям по вексельному праву. — СПб., 1907.
- Конспект лекций по торговому праву. — СПб., 1911.
- Курс семейного и наследственного права. — СПб., 1911.
- Правовое положение железных дорог СССР: В связи с формой управления ими // Основные вопросы железнодорожного права. — М., 1925. — С. 59—82.
- Торговое право со включением морского. — СПб., 1909.